# Lijst van voetbalinterlands IJsland - Sovjet-Unie
Deze lijst van voetbalinterlands is een overzicht van alle officiële voetbalwedstrijden tussen de nationale teams van IJsland en de Sovjet-Unie. De landen speelden zes keer tegen elkaar. De eerste ontmoeting, een kwalificatiewedstrijd voor het Wereldkampioenschap voetbal 1982, werd gespeeld in Reykjavik op 3 september 1980. Het laatste duel, een kwalificatiewedstrijd voor het Wereldkampioenschap voetbal 1990, vond plaats op 31 mei 1989 in Moskou.

## Wedstrijden
| № | Plaats     | Datum             | Competitie           | Wedstrijd             | Uitslag |
| - | ---------- | ----------------- | -------------------- | --------------------- | ------- |
| 1 | Reykjavik  | 3 september 1980  | WK 1982 kwalificatie | IJsland – Sovjet-Unie | 1 – 2   |
| 2 | Moskou     | 15 oktober 1980   | WK 1982 kwalificatie | Sovjet-Unie – IJsland | 5 – 0   |
| 3 | Reykjavik  | 24 september 1986 | EK 1988 kwalificatie | IJsland – Sovjet-Unie | 1 – 1   |
| 4 | Simferopol | 28 oktober 1987   | EK 1988 kwalificatie | Sovjet-Unie – IJsland | 2 – 0   |
| 5 | Reykjavik  | 31 augustus 1988  | WK 1990 kwalificatie | IJsland – Sovjet-Unie | 1 – 1   |
| 6 | Moskou     | 31 mei 1989       | WK 1990 kwalificatie | Sovjet-Unie – IJsland | 1 – 1   |

## Samenvatting
| Competitie      | Totaal gespeeld | Winst IJsland | Gelijk | Winst Sovjet-Unie | Doelsaldo IJsland – Sovjet-Unie |
| --------------- | --------------- | ------------- | ------ | ----------------- | ------------------------------- |
| WK-kwalificatie | 4               | 0             | 2      | 2                 | 3 − 9                           |
| EK-kwalificatie | 2               | 0             | 1      | 1                 | 1 − 3                           |
| Totaal          | 6               | 0             | 3      | 3                 | 4 − 12                          |

## Details

### Eerste ontmoeting
| WK 1982 kwalificatie (Reykjavik, IJsland, 3 september 1980): |       |                                        |
| IJsland                                                      | 1 – 2 | Sovjet-Unie                            |
| Árni Sveinsson 74'                                           | goals | 35' Yuriy Gavrilov 80' Sergei Andreyev |

### Tweede ontmoeting
| WK 1982 kwalificatie (Moskou, Sovjet-Unie, 15 oktober 1980):                                                 |       |         |
| Sovjet-Unie                                                                                                  | 5 – 0 | IJsland |
| Sergei Andreyev 9' Choren Hovhannesjan 39' Choren Hovhannesjan 58' Sergei Andreyev 78' Vladimir Bessonov 84' | goals |         |